# Almira Xhembulla
Almira Xhembulla (ur. 6 lutego 1979 w Debarze) - albańska lingwistka, posłanka do Zgromadzenia Albanii z ramienia Socjalistycznej Partii Albanii. Aktywnie angażuje się w działalność na rzecz równouprawnienia płci oraz turystycznej promocji regionu Debaru.

## życiorys
W 2001 roku ukończyła studia lingwistyczne na Europejskim Uniwersytecie w Tiranie, gdzie w 2013 również ukończyła studia magisterskie.
W 2017 roku została posłanką do Zgromadzenia Albanii z ramienia Partii Socjalistycznej.
Deklaruje znajomość języka angielskiego i włoskiego.